# Luisa Ranieri
Luisa Ranieri (Nápoles, Campania; 16 de diciembre de 1973) es una actriz de cine y conductora de la televisión italiana. Ha participado en varias miniseries de la Radio Televisión Italiana (RAI) y en numerosas películas, como Eros (2004), Fue la mano de Dios (2021) y 7 mujeres y un misterio (2021).

## Carrera
Ranieri es reconocida por su interpretación de la diva de la ópera María Callas en la película italiana de 2005 Callas e Onassis. En 2010 tuvo una destacada actuación en la película Letters to Juliet. Interpretó el rol de Assunta Goretti (madre de María Goretti) en la película Maria Goretti de 2003. En 2014, fue la conductora del Festival Internacional de Cine de Venecia.
Fue nominada al premio Ciak d'Oro Serie TV en el 2023, en la categoría Mejor Actriz Italiana, por su trabajo en Le indagini di Lolita Lobosco.